# ツーリスト (映画)
『ツーリスト』（The Tourist）は、フロリアン・ヘンケル・フォン・ドナースマルクが監督と共同で脚本を務め、アンジェリーナ・ジョリー、ジョニー・デップが出演した2010年のアメリカのロマンティック・スリラー映画である。2005年のフランス映画『アントニー・ジマー 』をリメイクしたもの。GKフィルムズが資金提供と製作を行い、ソニー・ピクチャーズ・ワールドワイド・アクイジションズがコロンビア・ピクチャーズを通じて配給した。 1億ドルの予算をかけたこの映画は、全世界で2億7800万ドルの興行収入を記録した。

## ストーリー
アチソン警部率いるロンドン警視庁の金融犯罪課チームはパリで一人の美女を監視していた。美女の名はエリーズ。彼女の恋人は14カ国から指名手配されているアレクサンダー・ピアースで、姿を消して整形手術で顔を変えたと言われておりエリーズでさえ今の顔を知らない。エリーズはカフェでアレクサンダーからの手紙を受け取る。そこにはリヨン駅8時22分発ベネチア行きの列車に乗り、アレクサンダーに似た体格の男を見つけて監視している警察にはそれが自分だと思い込ませるようにとの指示がしてあった。エリーズは手紙を燃やすと監視を地下鉄の駅で巻いてリヨン駅に向かった。手紙の燃えカスを回収した警部は鑑識により手紙の解読に成功し部下をリヨン駅に向かわせる。
エリーズは車内で格好の男を見つけて向かいの席に座り話しかけて食事を共にする。彼の名はフランク・トゥーペロ、アメリカ人のツーリストだった。警部はイタリアのインターポールに連絡してベネチア駅で彼を逮捕しようとしたが、データベース照合でアメリカ人の数学教師であることが判明し、手紙の解読から捜査を撹乱させようとするアレクサンダーの意図に気づき逮捕を中止する。だがフランクの事は警察内の内通者によりアレクサンダーを追うレジナルド・ショーに知られてしまう。ショーはカジノや売春宿を多数持っているマフィアで、アレクサンダーはショーの元部下で金庫番だったがショーの金を持ち逃げしていたのだった。ショーはフランクがアレクサンダーである事には半信半疑だったが部下とともにベネチアに向かう。アチソン警部と監視チームもまたベネチアへ向かった。
ベネチアの高級ホテル「ダニエリ」のスイートルームにエリーズと宿泊する事になったフランクは、エリーズからキスされたところを監視チームとショーの部下に目撃され、翌朝部屋に侵入してきたショーの部下に襲われてベネチアの街を逃げ回る羽目になる。
エリーズは執拗な警察とマフィアの追跡を逃れてアレクサンダーと接触できるのか、そして巻き込まれたフランクの運命は？

## キャスト
※括弧内は日本語吹替
- エリーズ・クリフトン・ウォード - アンジェリーナ・ジョリー（湯屋敦子）

パリで暮らす美女。国際的指名手配犯のアレクサンダーの恋人。このことから警察にマークされてる。実は第一級諜報官で金融犯罪課のメンバー。アレクサンダーを逮捕するために近づいたが本気で愛してしまった。
- フランク・トゥーペロ - ジョニー・デップ（平田広明）

マディソン私立大学の数学教師のアメリカ人。アレクサンダーの身代わりとして選ばれてしまい、このことから命を狙われてしまう。3年前に交通事故で妻を失った。
- ジョン・アチソン - ポール・ベタニー（加瀬康之）

警部。アクレサンダーの逮捕に固執し、エリーズを監視している。
- ジョーンズ - ティモシー・ダルトン（仲野裕）

主任警部。ジョンの上司。アレクサンダーをあまり危険視していない。
- レジナルド・ショー - スティーヴン・バーコフ（勝部演之）

イタリアマフィアのボス。アレキサンダーに大金を盗まれる。血も涙もない性格。
- 英国人の男（ローレンス） - ルーファス・シーウェル（山野井仁）

ツーリスト。
- ロンバルディ - クリスチャン・デ・シーカ（英語版）（立川三貴）

大佐。
- セラート - アレッシオ・ボーニ
- フィリッポ・ガッジア - ラウル・ボヴァ

伯爵。

## 製作
2008年9月時点ではフランク役にはトム・クルーズが候補に挙がっており、スパイグラスによって出演交渉がされ、ほぼ決定しかけていたが、翌2009年8月、クルーズがジェームズ・マンゴールドの『ナイト&デイ』に出演する為に降板し、サム・ワーシントンが代演すると報じられた。さらに同年11月、ワーシントンの降板が決まるとジョニー・デップへの交渉が開始され、正式に決定した。
エリーズ役は当初シャーリーズ・セロンが演じることになっていたが、2009年10月に降板し、代わりにアンジェリーナ・ジョリーが抜擢された。
監督はバハラット・ナルルーリが勤める予定だったが2009年10月に降板が報じられ、2010年1月、フロリアン・ヘンケル・フォン・ドナースマルクに決定した。他に、アルフォンソ・キュアロンとの交渉がされていた。

## 評価

### 評論家の反応
評論家受けは悪く、Rotten Tomatoesによれば、154のレビューの内支持率は20％だった。
ロジャー・イーバートが星4点満点中2点、ピーター・トラヴァースは星4点満点中0点という評価を下した。一方、『デイリー・メール』紙は星5点中満点という評価を下した。

### 映画賞ノミネーション
批評家に酷評されたにもかかわらず、第68回ゴールデングローブ賞のミュージカル・コメディ部門の作品賞、主演男優賞、主演女優賞でノミネートされた。ロマンティック・スリラーであるにもかかわらず本作はミュージカル・コメディ部門でノミネートされ、ハリウッド外国人記者協会がこれを発表した際にはプレスルームで笑いの声が漏れた。
| 賞                           | 賞                   | 賞                                      | 賞                       | 賞         |
| 団体                         | 賞                   | 部門                                    | 候補者名                 | 結果       |
| ---------------------------- | -------------------- | --------------------------------------- | ------------------------ | ---------- |
| ハリウッド外国人映画記者協会 | ゴールデングローブ賞 | 作品賞 (ミュージカル・コメディ部門)     |                          | ノミネート |
| ハリウッド外国人映画記者協会 | ゴールデングローブ賞 | 主演男優賞 (ミュージカル・コメディ部門) | ジョニー・デップ         | ノミネート |
| ハリウッド外国人映画記者協会 | ゴールデングローブ賞 | 主演女優賞 (ミュージカル・コメディ部門) | アンジェリーナ・ジョリー | ノミネート |

### 興行成績
公開初週末3日間で1647万2458ドルを稼ぎ、『ナルニア国物語/第3章: アスラン王と魔法の島』（2400万5069ドル）に次いで初登場2位となった。